# Coupe du Portugal de football 2005-2006
La Coupe du Portugal 2005-2006 voit le sacre du FC Porto.
C'est la treizième Coupe du Portugal remportée par le FC Porto. 

## Huitièmes de finale
L'Athlétique Club de Vila Meã (4e division) est le "Petit Poucet" à ce stade de la compétition.
| Équipe 1                | Score            | Équipe 2                  |
| ----------------------- | ---------------- | ------------------------- |
| Estrela da Amadora (D1) | 0 - 1            | Boavista (D1)             |
| FC Lixa (D3)            | 0 - 2            | Vitória Setubal (D1)      |
| Deportivo Aves (D2)     | 1 - 2            | Académica de Coimbra (D1) |
| Sporting Portugal (D1)  | 2 - 1            | USC Paredes (D3)          |
| CS Marítimo (D1)        | 3 - 0            | AC Vila Meã (D4)          |
| Vitoria Guimarães (D1)  | 2 - 0            | UD Oliveirense (D3)       |
| Benfica (D1)            | 0 - 0 (5-3 pen.) | CD Nacional (D1)          |

## Quarts de finale
Il ne reste plus que des clubs de 1re division à ce stade de la compétition.
| Équipe (Domicile)         | Score | Équipe (Extérieur)     |
| ------------------------- | ----- | ---------------------- |
| Vitória Setubal (D1)      | 2 - 1 | Boavista (D1)          |
| CS Marítimo (D1)          | 1 - 2 | FC Porto (D1)          |
| Académica de Coimbra (D1) | 0 - 2 | Sporting Portugal (D1) |
| Benfica (D1)              | 0 - 1 | Vitoria Guimarães (D1) |

## Demi-finales
| Équipe (Domicile)    | Score            | Équipe (Extérieur)     |
| -------------------- | ---------------- | ---------------------- |
| FC Porto (D1)        | 1 - 1 (5-4 pen.) | Sporting Portugal (D1) |
| Vitória Setubal (D1) | 1 - 1 (3-2 pen.) | Vitoria Guimarães (D1) |

## Finale
| Équipe (Domicile) | Score | Équipe (Extérieur)   |
| ----------------- | ----- | -------------------- |
| FC Porto (D1)     | 1 - 0 | Vitória Setubal (D1) |